# Palestino (Cuba)
Palestino é o termo usado em Cuba como um apelido depreciativo para migrantes ilegais dentro do país. O apelido é usado como um dispositivo retórico, que compara migrantes ilegais em Cuba a refugiados palestinos, inferindo que ambos são andarilhos sem-teto. O termo também se expandiu para significar todas as pessoas da província de Oriente, ou pessoas de fora de Havana, independentemente do status de migrante.

## História
Desde o fim da Revolução Cubana, têm ocorrido debates regulares sobre a necessidade de controles oficiais sobre a migração para Havana. As restrições migratórias foram frequentemente rejeitadas em favor de planos de desenvolvimento na grande Cuba, que se acreditava reduziriam o desejo dos cubanos de se mudarem para a Havana mais desenvolvida.
Durante a crise econômica conhecida como "Período Especial", muitos cubanos de fora de Havana começaram a migrar para Havana em busca de empregos na indústria do turismo, a qual lhes proporcionavam dólares americanos. Essa corrida para Havana resultou no desenvolvimento de acampamentos de invasores na cidade. Esses invasores tiveram seus direitos sociais oficialmente negados por não possuírem endereço residencial formal.
Em 1997, entrou em vigor uma nova lei que permitiu ao governo despejar todas as pessoas sem autorização formal para viver na capital. Estimava-se que 1 em cada 5 pessoas em Havana eram imigrantes ilegais dentro de uma população de 2,2 milhões, o que representaria mais de 400 mil invasores. Em 2008, a imigração para Havana havia se acalmado em grande parte, e muitos migrantes retornaram às suas províncias de origem. No entanto, muitos migrantes construíram assentamentos de invasores em Havana e, como são impedidos de exercer empregos oficiais, trabalham no mercado negro.

## Questões atuais
À medida que o turismo desempenha um papel crescente na economia, uma grande percentagem de jovens migra para cidades turísticas em busca de emprego na indústria do turismo. Dado que os empregos no setor turístico são tão lucrativos, estas áreas sofrem um afluxo incrível de residentes, o qual não pode ser sustentado pelo número de oportunidades no mercado de trabalho legal. Como tal, muitos dos cidadãos que inundam as áreas turísticas recorrem a alternativas ilícitas, como a prostituição ou o trabalho por conta própria sem licença: frequentemente oferecendo serviços de táxi, câmbio de moeda, hospedam em casas particulares, etc.).
A polícia de Havana teria como alvo o recrutamento de cubanos da província de Oriente. Isso gerou uma espécie de preconceito por parte dos civis havanos contra os policiais "palestinos", que têm o dever de policiar os havanos.